# 铁拳2
《铁拳2》是一款由南梦宫公司制作的格斗类游戏。本游戏先于1995年在街机上发行，之后于1996年在PlayStation上发行。最初街机版本后在《铁拳5》的街机历史模式中出现。
本游戏为铁拳系列第二作。相对前作，本游戏增加了一些额外内容。但游戏仍然使用2D背景。
此外本游戏还增加了一些其他模式，例如生存模式。
Game Rankings给与本游戏93%的分数。

## 游戏概述
铁拳 2 的游戏玩法与其前身非常相似，但增加了一些内容。 它继续在其舞台中使用 2D 背景、无限的比赛场地和使用四个按钮的战斗系统：左拳、右拳、左踢和右踢。 不同的新增内容包括某些角色的攻击逆转、回击、链式投掷以及两个角色三岛和也和三岛平八独有的回避。 然而，Yoshimitsu 有一个旋转的回避动作，会降低他的健康。 铲斗也被修改为在从更远距离奔跑时造成伤害。 每次在街机模式中使用默认可用角色之一击败游戏时，相关的子 Boss 角色就会变得可选择。

## 创新
铁拳 2 还引入了各种模式，这些模式将成为该系列的主要内容。 其中包括生存模式、团队战斗模式和计时赛模式。 生存模式让玩家通过无数场比赛，看看他们可以击败多少对手而不被自己打败。 此外，在一场比赛中失去的任何生命值都会延续到下一场比赛，但玩家会恢复更多的生命值。 团队战斗模式是一种两人模式，每个玩家最多可以选择八个角色。 与生存模式一样，一场比赛中损失的任何生命值都会延续到下一场比赛，但玩家会恢复一小部分。  Time Attack 模式类似于 Arcade 模式，不同之处在于它的播放是为了查看玩家可以多快通过它并打破记录。

## 人物
游戏共有25名角色，包括8名新角色和前作17名角色。在原版游戏中被克隆的角色已被制作成独特的可玩角色，尽管他们仍然与原版共享许多动作。  魔鬼一八，最初是为第一款游戏的家用控制台版本保留的三島一八的奖励调色板交换，也被制作为一个完整的可玩角色，并担任该游戏的最终頭目。
在 25 个可玩角色中，默认只有 10 个可用，其余的可通过更新（街机版）或通过使用不同角色（控制台版）清除街机模式来提供。 与第一款游戏一样，角色选择屏幕仅显示 10 个默认角色，其他角色通过向左或向右滚动屏幕来选择。 屏幕通常默认角色选项为風間準，但街机版包含一个可以将其切换为白頭山的代码，反之亦然。